# Lucas Beraldo
Lucas Lopes Beraldo (ur. 24 listopada 2003 w Piracicabie) – brazylijski piłkarz występujący na pozycji środkowego obrońcy, reprezentant Brazylii, od 2024 roku zawodnik francuskiego Paris Saint-Germain.